# Töss (Winterthur)
Töss är ett stadsdelsområde (Stadtkreis) i kommunen Winterthur i kantonen Zürich, Schweiz. 
Töss består av stadsdelarna Schlosstal, Dättnau, Eichliacker och Rossberg.